# Поларис (ракета)
UGM-27 Поларис е американска балистична ракета, използвана за пренасяне на ядрени бойни глави на големи разстояния. Тя се изстрелвала от подводница и била двустепенна, твърдогоривна ракета, построена от Локхийд по поръчка на Военноморските сили на САЩ. Поларис извършва първия си полет на 7 януари 1960 г. Тя заменя ракетата Регулус, а от 1972 г. започва замяната ѝ с Посейдон.
Първата версия на балистичната ракета UGM-27 Поларис е А1. По-късно са създадени версиите A-2, A-3 и B-3, които имат по-голям размер, по-тежки са и също са по-далекобойни от A1.

## Устройство и работа
„Поларис има две последователно разположени степени, всяка от които има индивидуален ракетен двигател с твърдо гориво. Корпусите на степените са изработени от топлоустойчива неръждаема ванадиева стомана AMZ-256 с граница на провлачване 160-170 kg/mm²
Първият етап на ракетния двигател с твърдо гориво е оборудван със смесено гориво на базата на амониев перхлорат като окислител и горим полиуретан с алуминий и добавки, които подобряват стабилността на скоростта на горене, образуването и съхранението на заряда. Специфичният импулс на двигателя на първата степен достига 250 kgs/kg.
Ракетният двигател с твърдо гориво от втора степен с индекс ДДТ-70 е зареден със смесено гориво на базата на амониев перхлорат като окислител и двуосновно (нитроцелулоза/нитроглицерин) гориво с добавка на алуминий. Тягата на този двигател е 4 t. Необходимият обхват на полета е осигурен чрез избор на момент на прекъсване на тягата. Започвайки с Polaris-A2, корпусът на втория етап на ракетния двигател с твърдо гориво е направен от фибростъкло на епоксидна основа, което позволява да се намали теглото на етапа.
Двигателите от първа и втора степен са с по 4 дюзови устройства. Векторът на тягата се управлява от хидравлично задвижване, което управлява пръстеновидните дефлектори на всяка дюза. Тестовете на такава система за управление на вектора на тягата показват, че дори когато ракетата се отклони на 40 градуса от вертикалната ос при изстрелване, ракетата е в състояние да компенсира наклона и да достигне желаната траектория. Ракетните дюзи на съхранение са защитени от продухващи свещи, които при стартиране на двигателите автоматично се отстраняват от дюзите чрез свръхналягане на газа в горивната камера.
По време на изстрелването ракетите първоначално са изхвърляни на повърхността на водата от силози за изстрелване на ядрени подводници чрез сгъстен въздух. По-късно, когато започва преходът към модифицирани ракети, пневматичната система е заменена с парогазова система за изхвърляне на ракетата на повърхността на водата по време на изстрелването. Преминавайки през водата по време на подводно изстрелване, ракетата достига повърхността със скорост 50 m/s. Ракетният двигател с твърдо гориво от първа степен се включва, когато ракетата по инерция се издигне на височина 10 m от повърхността на водата. На височина около 20 km, когато първата степен е изчерпала горивния заряд, се отделя от ракетата с помощта на пирозатвори, след което се пуска ракетен двигател с твърдо гориво втора степен и ракетата продължава да се ускорява до изчерпване на горивото (или тягата, когато се прекъсне) на втория етап.
Бордовото оборудване за управление, разработено съвместно от Дженерал Илектрик и Хюгз еъркрафт, е разположено в инструменталния отсек, намиращ се в средната част на корпуса. Оборудването за управление включва жиростабилизирана платформа с акселерометри, софтуер за управление на полета с цифров компютър, блок-спомагателно електрическо оборудване, електронни блокове на сервоусилватели и серводвигатели, бордови електрически и пневматични източници на енергия и други блокове. По време на полета ракетата не може да коригира траекторията си, а следва курс, който е предварително определен от навигационната референтна система. Оборудването на системата за управление тежи около 90 kg.
Ракета се изстрелва в подводно положение след изравняване на налягането на въздуха в ракетния силоз с налягането на външната вода чрез отваряне на специални клапани и напълване на силоза с въздух. На дълбочина 25 m това налягане е около 2,5 kgf/cm². След изравняване на налягането, издръжливият капак на ракетния силоз се отваря, но ракетата остава в силоза, ненапълнена с вода, благодарение на тънък пластмасов втори капак, монтиран над ракетата. Директно при изстрелването под уплътнението на вала, върху който е монтирана ракетата, се подава сгъстен въздух под високо налягане. Затворът започва да ускорява ракетата, която с челната си част изхвърля (изтласква) пластмасовия капак и след това по инерция навлиза във водното пространство, а след това в атмосферата, където на дадена височина се задейства първият етап на твърдогоривния двигател, който е включен. Интервалът между изстрелванията на ракети в залп е 1 минута.